# 마리트 무탈리모프
마리트 카밀리예비치 무탈리모프(러시아어: Марид Камильевич Муталимов, 1980년 2월 22일~)는 카자흐스탄의 전직 레슬링 선수이다. 2008년 하계 올림픽에서 남자 자유형 슈퍼헤비급 동메달을 획득했다.